# Edward Nathaniel Bancroft
Pour les articles homonymes, voir Edward Bancroft et Bancroft.
Edward Nathaniel Bancroft est un  médecin et un naturaliste britannique, né en 1772 à Londres et mort le 18 septembre 1842 à Kingston en Jamaïque.
Il étudie au St John's College à l'université de Cambridge et obtient son Bachelor of Medicine en 1794 et son Medical Doctorat en 1804. Il est médecin-militaire en poste à la Jamaïque en 1811 et président de l’Horticultural and Agricultural Society de la Jamaïque.
James Macfadyen (1798-1850) lui a dédié en 1837 le genre Bancroftia de la famille des Capparaceae.

## Source
- Ray Desmond (1994). Dictionary of British and Irish Botanists and Horticulturists including Plant Collectors, Flower Painters and Garden Designers. Taylor & Francis and The Natural History Museum (Londres).